# Anatoli Mijailov
Anatoli Mijailov (en ruso: Анатолий Аркадьевич Михайлов; San Petersburgo, 14 de septiembre de 1936 - 13 de junio de 2022) fue un atleta soviético, especializado en la prueba de 110 m vallas en la que llegó a ser medallista de bronce olímpico en 1964.

## Carrera deportiva
En los JJ. OO. de Tokio 1964 ganó la medalla de bronce en los 110 m vallas, con un tiempo de 13.78 segundos, llegando a meta tras los estadounidenses Hayes Jones (oro con 13.67 s) y Blaine Lindgren (plata con 13.74 s).